# MOA-2007-BLG-192L b
MOA-2007-BLG-192L b est une planète extrasolaire (exoplanète) confirmée en orbite autour de l'étoile MOA-2007-BLG-192L.
Elle a été découverte le 30 mai 2008.
Elle révolutionne autour de son étoile en 3 ans à une distance semblable à celle de Vénus au Soleil. Mais alors que Vénus est une fournaise, MOA-2007-BLG-192L b est glaciale (< −200 °C). En effet, même à une telle distance, le pâle « soleil » de cette planète ne la réchauffe que très peu.
La vie telle que nous la connaissons ne peut pas exister sur cette planète en raison des températures glaciales qui y règnent. Néanmoins, si la planète possède un manteau de glace, une partie de cette dernière pourrait fondre sous l’effet de la chaleur produite par le cœur de la planète. Une autre possibilité serait que l’atmosphère de MOA-2007-BLG-192L b soit riche en hydrogène moléculaire dont l’effet de serre serait capable de piéger la chaleur interne de la planète.[réf. nécessaire]